# Takuya Sugiyama
Takuya Sugiyama (杉山 琢也 Sugiyama Takuya?, nacido el 1 de enero de 1983 en Fukushima, Fukushima) es un exfutbolista japonés. Jugaba de defensa y su último club fue el Fukushima United FC de Japón.

## Trayectoria

### Clubes
| Club                | País  | Año         |
| ------------------- | ----- | ----------- |
| Thespa Kusatsu      | Japón | 2005        |
| FC Gifu             | Japón | 2006        |
| Arte Takasaki       | Japón | 2007 - 2009 |
| V-Varen Nagasaki    | Japón | 2010 - 2013 |
| Fukushima United FC | Japón | 2014        |

## Estadística de carrera

### J. League
| Club                | Año   | J. League | J. League | Copa J. League | Copa J. League | Total | Total |
| Club                | Año   | Part.     | Goles     | Part.          | Goles          | Part. | Goles |
| ------------------- | ----- | --------- | --------- | -------------- | -------------- | ----- | ----- |
| Thespa Kusatsu      | 2005  | 9         | 0         | -              | -              | 9     | 0     |
| V-Varen Nagasaki    | 2013  | 0         | 0         | -              | -              | 0     | 0     |
| Fukushima United FC | 2014  | 0         | 0         | -              | -              | 0     | 0     |
| Total               | Total | 9         | 0         | 0              | 0              | 9     | 0     |